# Роговий Юрій Феодосійович
Ю́рій Феодо́сійович Рогови́й (нар. 14 жовтня 1957, Устимівка Глобинського району Полтавської області) — український поет і прозаїк. Член Національної спілки письменників України з 2012 року.

## Біографія
Народився в сім"ї вчителів 14 жовтня 1957 року в селі Устимівка Глобинського району Полтавської області.
Навчався в Устимівській восьмирічній та Пирогівській середній школах.
У 1980 році закінчив природничий факультет Полтавського педагогічного інституту імені В. Г. Короленка. До 2005 року працював учителем біології та хімії Пирогівської середньої школи Глобинського району Полтавської області. Син українського письменника Рогового Феодосія Кириловича (1925—1992) — лауреата Шевченківської премії(1992).

## Творчість
…"Цей чоловік чимсь невловимим нагадує мені симоненківського Хлібороба. Нагадує своєю селянською мудрістю, своїм селянським аристократизмом, своєю селянською впевненістю і відповідальністю за завтрашній день Землі: «Не замулити б// зоряні криниці. Глянь,// онуки ростуть!» (200.Криниці зоряні// Зоряні криниці).
(Євген Баран: "Устимівсько-Пирогівський самурай. Про тривірші-хоку Юрія Рогового.)
…"Юрій Роговий — ловець думки, і його найвища мета чи завдання — спіймати думку і, як метелика на шпильці, пришпилити до паперу. Він має переконання: якщо думка вислизне, то це буде непоправна втрата. Звичайно, вона може повернутися, але це вже буде інша думка, бо кожного разу вона навіює відмінний настрій й особливі неповторні відчуття…"
(Петро Сорока: «Пишеться — наче востаннє…»)
…"Етюди й новелі Юрія Рогового, більш знаного сьогодні як автора кількох оригінальних збірок тривіршів-хоку, — явище в сучасній українській прозі — настільки ж маргінальне, як і небуденне. Марґінальність виявляє себе у кричущій невключеності в літературний процес, у відсутності рецензій і щонайменшого розголосу, врешті-решт, у накладі, що вимірюється ста примірниками, а небуденність — у чистому голосі, в простій природній мові, у вмінні знаходити цікавих персонажів, у гуманістичному ставленні до світу".
(Олег Соловей: «Селянська Атлянтида»)
Автор та упорядник книг, зокрема:
- «Моє життя — то творення любові» (1999)
- «Довга дорога до „Свята“ (Слово для Батька)» (2000)
- «Серед білих снігів» (оповідання, 2001)
- «Іскра небесна» (вірші, 2001)
- «Покора-Покара-Покута» (колаж, 2004)
- «Стиглі вишні» (вірші,2004)
- «Роса в червону ніч» (2006)
- «Святвечір» (оповідання, 2007)
- «Маятник часу» (вірші,2007)
- «Удосвіта, коли не спалось» (Листи Феодосія Рогового, упорядник Ю.Роговий,2009)
- «Я світові потрібен як приклад, як можливість» (Із щоденників та записників Феодосія Рогового 1954—1992 р., 2009)
- «Посульська Тризна» (2009)
- «Березневий сніг» (тривірші,2010)
- «Медова повінь» (тривірші,2011) — диплом ІІ ступеня на конкурсі видавців Полтавщини.
- «Самотній Ангел» (тривірші,2012) — диплом ІІІ ступеня на конкурсі видавців Полтавщини..
- «Зоряні криниці» (тривірші,2013).
- «Яблучний Спас» (тривірші,2013) — диплом ІІІ ступеня конкурсу видавців Полтавщини..
- «Тринадцятий Апостол або Сподівання Добра і Справедливості» (2014).
- «Мірило часу» (тривірші,2014) — диплом ІІ ступеня на конкурсі видавців Полтавщини..
- «Задумані вікна»(оповідання Ф.Рогового, упорядник Ю.Роговий2015) — диплом І ступеня на конкурсі видавців Полтавщини.
- «Свято останнього млива». Романи Феодосія Рогового (упорядник Юрій Роговий, передмова Івана Дзюби)(2015).
- «Дорога додому» (тривірші,2016).
- «Добрий день хай буде Вам!» (листи до Феодосія Рогового, упорядник Ю.Роговий, 2016) — диплом І ступеня.
- «Листи двох поколінь»..2017.
- «Людина вміла» (тривірші, 2017) — диплом ІІ ступеня на конкурсі видавців Полтавщини.
- «Листя опале» (тривірші, 2018) — диплом ІІІ ступеня на конкурсі видавців Полтавщини.
- «Ловець снів»(тривірші, 2019). Полтава. Дивосвіт. - 216с.
- «Трави некошені», (2020). Полтава, Дивосвіт. - 204с.+16с.вкл. - диплом І ступеня на конкурсі видавців Полтавщини.
- «Шитво по білому» (тривірші, 2021). Полтава. Дивосвіт. - 208с.+16с.вкл.
- «В житті я не взяв жодної фальшивої ноти.Біобібліографія.Творчий доробок Ф.Рогового.» Укладач Ю.Роговий. - Житомир: Вид-во "Рута", Київ: "Українська літературна газета", 2021. - 308 с.
- «Повість для Григора». (Автор-упорядник) - Тернопіль. Золота Пектораль. - 2021. - 96с.
- «Моє життя - то творення любові». (Автор-упорядник) - Полтава : Дивосвіт, 2022. - 560 с.
- «Достигаючі хліба». (2022). Полтава. Дивосвіт. - 112с.
- «Поруки для батька». Романи Феодосія Рогового (2022). (Упорядник) - Харків:Майдан. - 685 с.
- «Генетика по-нашому». Полтава. Дивосвіт. - 2023. - 172 с. - Премія ім.В.Симоненка (2023); Особлива відзнака журі премії ім. Михайла Слабошпицького (2024).
- «Смак паляниці». Полтава. Дивосвіт. - 2023. - 112 с.
- «Мамині руки». Полтава. Дивосвіт. -2024. - 112 с.
- «Галерник я, галерник!». Листи Білоуса Григорія Павловича до Рогового Юрія Феодосійовича (2005-2011 рр.). Упорядник Юрій Роговий; передм. Євгена Барана. Х.: Майдан. - 2024. - 328 с.
- «Петрів батіг». Полтава. Дивосвіт. - 2025. - 112 с.
- «Від "Свята..." до "Гріха...». До 100-річчя з Дня народження Феодосія РОГОВОГО. Харків. Майдан. - 2025. - 368 с.

## Нагороди і почесні звання
- Лауреат премії імені Дмитра Нитченка (2008)[3].
- Лауреат премії імені І. П. Котляревського (2017).
- Лауреат премії імені Ф. К. Рогового (2018).
- Лауреат премії імені В.Симоненка (2023).
- Спеціальна відзнака журі премії імені М.Слабошпицького (2024).